# آرشاک تاتریان
آرشام گالوستی تاتریان (ارمنی: Արշամ Գալուստի Տատրյան؛  زادهٔ ۲ فوریهٔ ۱۹۰۹ - درگذشته ۱۹ ژوئن ۱۹۵۶)، نویسنده، ویراستار و روزنامه‌نگار اهل ارمنستان بود.

## زندگی‌نامه
وی در ۲ فوریه ۱۹۰۹ در چوروم به دنیا آمد و در سال ۱۹۲۵ از آموزشگاه ملی گالستیان و در سال ۱۹۳۲ از آگرو پاریس‌تک فارغ‌التحصیل شد. تاتریان در آموزشگاه ملی گالستیان و دبیرستان فرانسوی قاهره فعالیت نمود.  وی در ۱۹ ژوئن ۱۹۵۶ در سن ۴۷ سالگی در قاهره درگذشت.